# Бизнес-логика
Бизнес-логика — в разработке информационных систем — совокупность правил, принципов, зависимостей поведения объектов предметной области (области человеческой деятельности, которую система поддерживает). Иначе можно сказать, что бизнес-логика — это реализация правил и ограничений автоматизируемых операций. Является синонимом термина «логика предметной области» (англ. domain logic). Бизнес-логика задает правила, которым подчиняются данные предметной области.
Проще говоря, бизнес-логика — это реализация предметной области в информационной системе. К ней относятся, например, формулы расчёта ежемесячных выплат по ссудам (в финансовой индустрии), автоматизированная отправка сообщений электронной почты руководителю проекта по окончании выполнения частей задания всеми подчиненными (в системах управления проектами), отказ от отеля при отмене рейса авиакомпанией (в туристическом бизнесе) и т. д.
В фазе бизнес-моделирования и разработки требований бизнес-логика может описываться в виде:
- текста;
- концептуальных аналитических моделей предметной области (онтологии);
- бизнес-правил;
- разнообразных алгоритмов;
- диаграмм деятельности;
- графов и диаграмм перехода состояний;
- моделей бизнес-процессов.

В фазе анализа и проектирования системы бизнес-логика воплощается в различных диаграммах языка UML или ему подобных. В фазе программирования бизнес-логика воплощается в коде классов и их методов, в случае использования объектно-ориентированных языков программирования, или процедур и функций, в случае применения процедурных языков.
На жаргоне разработчиков программного обеспечения «бизнес-логикой» также называются программные модули, её реализующие, и уровень системы, на котором эти модули находятся (англ. business logic layer, domain logic layer).
В многоуровневых (многослойных) информационных системах этот уровень взаимодействует с нижележащим уровнем инфраструктурных сервисов (англ. infrastructure layer), например, интерфейсом доступа к базе данных или файловой системе (англ. data-access layer, DAL) и вышележащим уровнем сервисов приложения (англ. application services layer), который уже, в свою очередь, взаимодействует с уровнем пользовательского интерфейса (англ. user interface layer) или внешними системами.